# Parnoy-en-Bassigny
Parnoy-en-Bassigny é uma comuna francesa na região administrativa do Grande Leste, no departamento do Alto Marna. Estende-se por uma área de 40.75 km², e possui 293 habitantes, segundo o censo de 2018, com uma densidade de 7.2 hab/km².